# Kebondalem (Gringsing)
Kebondalem is een bestuurslaag in het regentschap Batang van de provincie Midden-Java, Indonesië. Kebondalem telt 4314 inwoners (volkstelling 2010).